# .ma
.ma je vrhovna internetska domena (country code top-level domain - ccTLD) za Maroko. Domenom upravlja Maroc Telecom.

## Vanjske poveznice
- IANA .ma whois informacija  Arhivirana inačica izvorne stranice od 16. listopada 2007. (Wayback Machine)